# Lenzmühle (Feldkirchen-Westerham)
Lenzmühle ist ein Ortsteil der Gemeinde Feldkirchen-Westerham im Landkreis Rosenheim. Für das Jahr 1987 wird die Einwohnerzahl mit 9 angegeben. Der Weiler liegt direkt an der nördlichen Gemeinde- und Landkreisgrenze an der Glonn auf einer Höhe von 516 m ü. NN.